# Corethrella infuscata
Corethrella infuscata är en tvåvingeart som beskrevs av Lane 1939. Corethrella infuscata ingår i släktet Corethrella och familjen Corethrellidae. Inga underarter finns listade i Catalogue of Life.